# Комната насилия
«Комната насилия» (яп. 処刑の部屋, сёкэй-но хэя; англ. Punishment Room) — японский чёрно-белый фильм-драма режиссёра Кона Итикавы по роману Синтаро Исихары, вышедший на экраны в 1956 году.

## Сюжет
Герой фильма — студент четвёртого курса университета Кацуми Симада ненавидит пошлость, царящую в мире взрослых. Оттого он ненавидит и своих родителей. Его отец, страдающий болезнью желудка, трудится до изнеможения за скудную зарплату. Кацуми не имеет за душой ничего, кроме детского принципа «делаю что хочу». Он принимает участие в обсуждении тех или иных вопросов, но он ещё совсем желторотый и просто смешон в своих суждениях. Незаметно юноша втягивается в плохую компанию. Кацуми часто высказывается против эгоизма взрослых, против старой морали, на улице сбивает с ног своего преподавателя, шантажирует отца, а однажды, встретив хорошенькую студентку Акико, приводит её к себе и усыпив девушку снотворным, насилует её. Таким образом, его протест против мира взрослых выражается только в хулиганстве и половой распущенности. Когда же очнувшаяся Акико спросит его, сделал ли он это с ней из-за невысказанной любви, Кацуми лишь посмеётся над бедной девушкой и скажет, что он более не намерен с ней встречаться. Вскоре приятель Кацуми, Рёдзи, устраивает вечеринку. К веселящимся студентам врывается компания хулиганов, главарь которых Такэдзима захватывает деньги, вырученные устроителями вечера. Кацуми бросается вслед за ним, чтобы отнять деньги. Он вбегает в бар, находящийся на задворках Гиндзы (центральной улицы Токио). Друзья Такэдзимы хватают Кацуми и устраивают над ним жестокий самосуд. В это время в баре появляется Акико, и разгневанная на своего насильника, она в порыве отчаяния, схватив нож, бросается на Кацуми. Преодолевая нестерпимую боль от раны, Кацуми ползёт по улочке туда, где виден свет.

## В ролях
...Итикава не повезло в том, что «Комната насилия» появилась на экранах в самый разгар шумихи, поднятой вокруг «солнечного племени». Критики и зрители не захотели спокойно принять этот фильм. Все разговоры вертелись только вокруг того, что в фильме оказалась сцена полового акта, совершённого без любви, в припадке отчаяния. (В значительной мере ответственность за это ложится, несомненно, на Итикава.) А что произошло бы, если бы этой сцены не оказалось в фильме? Тогда бы, несомненно, нарисованный писателем Синтаро Исихара образ юноши, протестующего против действительности вызвал бы больше сочувствия, тогда бы в центре фильма оказалась существенная проблема.
...Я считаю, что, за исключением этой сцены, «Комната насилия» — это шедевр, лучшее из того, что сделал до сих пор Итикава.
- Хироси Кавагути — Кацуми Симада
- Кэйдзо Кавасаки — Такэдзима
- Аяко Вакао — Акико Аоти
- Сэйдзи Миягути — Ханя, отец Кацуми
- Тэруко Киси — Хару, мать Кацуми
- Нобуо Накамура — профессор

## Премьеры
- — 28 июня 1956 года — национальная премьера фильма в Токио[2].

## О фильме
Кинолента «Комната насилия» считается одной из самых спорных в творчестве Кона Итикавы, во многом этому способствовала шумиха, поднятая в японской прессе из-за показа сцены изнасилования главным героем девушки по имени Акико. По тем временам, это была довольно-таки смелая сцена, к каким ещё не привыкла японская киноаудитория. Тем не менее, именно после отмеченных критикой фильмов этого, 1956 года, — «Бирманская арфа» и «Комната насилия», — режиссёр Кон Итикава войдёт в число виднейших японских кинематографистов.

## Номинации
Премия журнала «Кинэма Дзюмпо» (1957)
- Номинация в категории «Лучший фильм года» (по результатам голосования занял лишь 21 место).

... Много споров вызвала «Комната насилия» (1956), по мнению некоторых критиков, оставлявшая излишне отталкивающее впечатление. Это один из так называемой серии фильмов о солнечном племени. Поступок главного героя, студента, напоившего и изнасиловавшего девушку, кадры постельной сцены — всё это шокировало японскую публику, не привыкшую к таким зрелищам на экране. Юный студент ненавидит пошлость, царящую в мире, а поэтому ненавидит и своего отца, и свою мать, которые, по его мнению, не живут настоящей жизнью. Однако наряду с отвратительными чертами в нём сочетаются чистота и честность молодости.

## Комментарии
1. ↑  Кинофильмы о «солнечном племени» — множество фильмов, появившихся на японских киноэкранах в 1956 году вслед за кинолентой «Солнечный сезон» режиссёра Такуми Фурукавы, поставленному как и «Комната насилия» по роману Синтаро Исихары. Все эти фильмы объединены одной тематикой — показом  бунтующей молодёжи против мира взрослых.